# Bygghemma Group
Bygghemma Group är en e-handelsgrupp verksam inom konsumenthandel online. Bygghemma grundades 2006  av Patrik Rees och Anders Falk. Grundarna sålde en del av företaget till  Patrik Hanell 2010. 2014 köpte Nordstjernan  bolaget köpeskillingen skall ha varit ca 900 msek. Gruppen bildades 2012 och är verksam inom framför allt områdena heminredning, trädgårdsprodukter och byggvaror. BHG Group noterades på Nasdaq Stockholm (Mid Cap) i mars 2018. Några av koncernens mest namnkunniga onlinebutiker är bygghemma.se, chilli.se, trademax.se och furniturebox.se i Sverige, bygghjemme.no i Norge, netrauta.fi, taloon.com och kodin1.com i Finland samt myhomemobler.dk och frishop.dk i Danmark. Totalt har koncernen drygt 1 000 anställda och huvudkontoret är beläget i Malmö. Styrelseordförande är Christian Bubenheim och vd är Gustaf Öhrn. 
Under hösten 2019 beslutades att byta namn till BHG Group för att inte förväxlas med Bygghemma Sveriges varumärke. Namnbytet träder i kraft från och med april 2020.

## Verkställande direktörer
- Mikael Olander, 2012–2019
- Martin Edblad, 2019–2020
- Adam Schatz, 2020-2022
- Gustaf Öhrn, 2022-